# Maechidius spurius
Maechidius spurius är en skalbaggsart som beskrevs av Kirby 1818. Maechidius spurius ingår i släktet Maechidius och familjen Melolonthidae. Inga underarter finns listade i Catalogue of Life.